# Acid fumaric
Axit fumaric là một hợp chất hữu cơ có công thức phân tử C4H4O4 (HO2CCH=CHCO2H). Axit fumaric là dạng đồng phân trans của axit but-2-endioic. Axit fumaric có các phản ứng với base, oxit base, kim loại và muối. Nó cũng có phản ứng cộng và phản ứng este hoá. Khác với axit maleic, nó không có phản ứng tách nước tạo anhydride.

## Sinh học
Axit fumaric có trong lam cận (Fumaria officinalis), các loài nấm ống (đặc biệt là Boletus fomentarius var. pseudo-igniarius), địa y và rêu Iceland.
Fumarat là một trung gian trong chu trình axit citric được các tế bào sử dụng để sản xuất năng lượng dưới dạng adenosin triphosphat (ATP) từ thực phẩm. Nó được tạo ra bằng sự oxy hóa succinat bởi enzym succinat dehydrogenaza. Fumarat sau đó được enzym fumaraza chuyển đổi thành malat.
Fumarat cũng là sản phẩm của chu trình ure.